# Bitka za Fort Sumter
Bitka za Fort Sumter (12. – 13. travnja 1861.) bila je bombardiranje Fort Sumtera, utvrde u kojoj se bila smještena Američka savezna vojska, na ulazu u zaljev pred Charlestonom u Južnoj Karolini. Ova bitka označava početak Američkog građanskog rata. 
Nakon što je Južna Karolina proglasila odcjepljenje od Unije 20. prosinca 1860., njezin primjer je slijedilo još šest saveznih država na jugu SAD-a, te su osnovale nezavisnu Konfederaciju. Početkom travnja 1861., vlasti Sjeverne Karoline zahtijevale su da savezna vojska napusti Fort Sumter, utvrdu koja se nalazila na području koje se više nije smatralo dijelom Unije. Unija je odbila odreći se utvrde, te kada je rok za ultimatum prošao, Konfederalna vojska započela je topničku baražnu paljbu, koja je potrajala sve do predaje tvrđave. U izravnom sukobu nije izgubljen ni jedan život na obje strane. Predsjednik Unije Abraham Lincoln iskoristio je ovaj događaj kao simbolično opravdanje za pozivanje 75.000 dobrovoljaca u vojsku Unije u svrhu suzbijanja pobune. Osim vojne pobjede, bitka za Fort Sumter bila je za pobunjene Južnjake i veliki moralni dobitak, koji je naveo još četiri države da napuste Uniju i priključe se Konfederaciji.